# Arquebisbat de Puebla de los Ángeles
L'arquebisbat de Puebla de los Ángeles (castellà: Arquidiócesis de Puebla de los Ángeles, llatí: Archidioecesis Angelorum) és una seu de l'Església Catòlica a Mèxic, que pertany a la regió eclesiàstica Oriente. L'any 2011 tenia 4.484.000 batejats sobre una població de 4.820.000 habitants. Actualment està regida per l'arquebisbe Victor Sánchez Espinosa.

## Territori
La diòcesi comprèn 154 dels 217 municipis de l'estat mexicà de Puebla. No pertanyen a l'arxidiòcesi la part sud-oriental i algunes zones de la part septentrional.
La seu episcopal és la ciutat de Puebla, on es troba la catedral de la Immaculada Concepció.
El territori s'estén sobre 20.932  km², i està dividit en 227 parròquies.

## Història
La diòcesi Carolense, amb seu a Yucatán, va ser erigida el 24 de gener de 1518, mitjançant la butlla Sacri apostolatus ministerio. Es tractava de la primera diòcesi a Nova Espanya, i el nom de la qual va ser escollit en honor de l'emperador Carles V. Originàriament era sufragània de l'arquebisbat de Sevilla.
La diòcesi es va estendre a Tlaxcala, Veracruz, Tabasco i a part del Chiapas el 13 d'octubre de 1525 mitjançant la butlla Devotionis tuae probata sinceritatis del Papa Climent VII. Contextualment, la seu de la diòcesi va ser traslladada a Tlaxcala.
El 2 de setembre de 1530 i el 21 de juliol de 1535 cedí parts del seu territori a benefici de les ereccions respectivament de les diòcesis de Ciutat de Mèxic i d'Antequera (avui ambdues arxidiòcesis).
El 6 de juny de 1543 la seu episcopal va ser traslladada a Puebla.
El 12 de febrer de 1546 entrà a formar part de la província eclesiàstica de l'arquebisbat de Mèxic.
Posteriorment ha cedit noves porcions del seu territori per tal que s'erigissin noves diòcesis:
- el 16 de març de 1863 per tal que s'erigís la diòcesi de Chilapa (avui bisbat de Chilpancingo-Chilapa);[1]
- el 19 del mateix mes a benefici de l'erecció de la diòcesi de Veracruz-Jalapa (avui arquebisbat de Jalapa);[2]
- el 25 d'abril de 1902 a benefici de l'erecció de la diòcesi de Mixtecas (avui bisbat de Huajuapan de León).

L'11 d'agost de 1903 va ser elevada al rang d'arxidiòcesi metropolitana, en virtut de la butllaPraedecessoris Nostri del Papa Pius X.
El 19 de juny de 1931 cedí dues parròquies al bisbat de Papantla.
El 23 de maig de 1959 i el 13 de gener de 1962 cedí parts del seu territori per tal que s'erigissin respectivament les diòcesis de Tlaxcala i de Tehuacán.

## Cronologia episcopal
- Julián Garcés, O.P. † (13 d'octubre de 1525 - 7 de desembre de 1542 mort)
- Pablo Gil de Talavera † (2 de maig de 1544 - 1545 mort)
- Martín Sarmiento de Hojacastro, O.F.M. † (13 de juny de 1548 - 19 d'octubre de 1557 mort)
- Fernando de Villagómez † (27 de juny de 1561 - 10 de febrer de 1571 mort)
- Antonio Ruíz de Morales y Molina, O.S. † (10 de desembre de 1572 - 17 de juliol de 1576 mort)
- Diego de Romano y Govea (Vitoria) † (13 de gener de 1578 - 12 d'abril de 1606 mort)
- Alfonso de la Mota y Escobar † (12 de febrer de 1607 - 16 de març de 1625 mort)
- Gutiérrez Bernardo de Quirós (Quiróz) † (22 de juny de 1626 - 9 de febrer de 1638 mort)
- Beat Juan de Palafox y Mendoza † (3 d'octubre de 1639 - 24 de novembre de 1653 nomenat bisbe d'Osma)
- Diego Osorio de Escobar y Mendoza (Llamas) † (2 d'agost de 1655 - 17 d'octubre de 1673 dimesso)
- Juan de Sancto Mathía Sáenz de Mañozca y Murillo † (17 de juny de 1675 - ? mort)
- Manuel Fernández de Santa Cruz y Sahagún † (19 d'octubre de 1676 - 1 de febrer de 1699 mort)
- Ignacio de Urbina, O.S.H. † (18 d'abril de 1701 - 9 d'abril de 1703 mort)
- García Felipe de Legazpi y Velasco Altamirano y Albornoz † (14 de gener de 1704 - de desembre de 1705 mort)
- Pedro Nogales Dávila † (8 de juny de 1707 - 9 de juliol de 1721 mort)
- Juan Antonio de Lardizabal y Elorza † (23 de setembre de 1722 - 19 de febrer de 1733 mort)
- Benito Crespo y Monroy, O.S. † (20 de gener de 1734 - 19 de juliol de 1737 mort)
- Pedro González García † (26 de gener de 1739 - 20 de maig de 1743 nomenat bisbe d'Àvila)
- Domingo Pantaleón Álvarez de Abreu † (20 de maig de 1743 - 28 de novembre de 1763 mort)
- Francisco Fabián y Fuero † (4 de febrer de 1765 - 13 de setembre de 1773 nomenat arquebisbe de València)
- Victoriano López Gonzalo † (13 de setembre de 1773 - 24 de juliol de 1786 nomenat bisbe de Tortosa)
- Santiago José Hechavarría (Cheverria) y Elguezúa † (10 de març de 1788 - 19 de gener de 1789 mort)
- Salvador Bienpica y Sotomayor † (29 de març de 1790 - 2 d'agost de 1802 mort)
- Manuel Ignacio González de Campillo Gómez del Valle † (26 de març de 1804 - 26 de febrer de 1813 mort)
- José Antonio Joaquín Pérez Martínez y Robles † (19 de desembre de 1814 - 26 d'abril de 1829 mort)
- Francisco Pablo Vásquez Bizcaíno (y Sánchez) † (25 de febrer de 1831[3] - 7 d'octubre de 1847 mort)
- José María Luciano Becerra y Jiménez † (27 de setembre de 1852 - 17 de desembre de 1854 mort)
- Pelagio Antonio de Labastida y Dávalos † (23 de març de 1855 - 19 de març de 1863 nomenat arquebisbe de Mèxic)
- Carlos María Colina y Rubio † (19 de març de 1863 - 10 de març de 1879 mort)
- Francisco de Paula Verea y González † (19 de setembre de 1879 - 4 de maig de 1884 mort)
- José María Mora y Daza † (13 de novembre de 1884 - 27 de desembre de 1887 mort)
- José Maríe del Refugio Guerra y Alva † (1888 - 28 d'abril de 1888 mort)
- Francisco Melitón Vargas y Gutiérrez † (1 de juny de 1888 - 14 de setembre de 1896 mort)
- Perfecto Amézquita y Gutiérrez, C.M. † (3 de desembre de 1896 - 27 d'octubre de 1900 mort)
- José Ramón Ibarra y González † (13 de maig de 1902 - 1 de febrer de 1917 mort)
- Enrique Sánchez y Paredes † (24 de gener de 1919 - 25 de març de 1923 mort)
- Pedro Vera y Zuria † (27 de maig de 1924 - 28 de juliol de 1945 mort)
- José Ignacio Márquez y Tóriz † (28 de juliol de 1945 - 28 de febrer de 1950 mort)
- Octaviano Márquez y Tóriz † (14 de desembre de 1950 - 24 de setembre de 1975 mort)
- Ernesto Corripio y Ahumada † (11 de març de 1976 - 19 de juliol de 1977 nomenat arquebisbe de Mèxic)
- Rosendo Huesca Pacheco (28 de setembre de 1977 - 5 de febrer de 2009 jubilat)
- Victor Sánchez Espinosa, des del 5 de febrer de 2009

## Estadístiques
A finals del 2011, la diòcesi tenia 4.484.000 batejats sobre una població de 4.820.000 persones, equivalent al 93,0% del total.
| any  | població  | població  | població | sacerdots | sacerdots       | sacerdots       | sacerdots             | diaques | religiosos | religiosos | parròquies |
| ---- | --------- | --------- | -------- | --------- | --------------- | --------------- | --------------------- | ------- | ---------- | ---------- | ---------- |
| any  | batejats  | total     | %        | total     | clergat secular | clergat regular | batejats por sacerdot | diaques | homes      | dones      |            |
| 1950 | 1.470.000 | 1.500.000 | 98,0     | 352       | 286             | 66              | 4.176                 |         | 90         | 901        | 173        |
| 1966 | 1.709.800 | 1.724.846 | 99,1     | 411       | 297             | 114             | 4.160                 |         |            |            | 145        |
| 1968 | 1.796.217 | 1.838.767 | 97,7     | 531       | 281             | 250             | 3.382                 |         | 281        | 900        | 142        |
| 1976 | 1.962.774 | 2.038.668 | 96,3     | 390       | 292             | 98              | 5.032                 |         | 132        | 1.032      | 158        |
| 1980 | 2.210.512 | 2.289.942 | 96,5     | 412       | 303             | 109             | 5.365                 |         | 174        | 998        | 173        |
| 1990 | 2.855.794 | 3.173.105 | 90,0     | 419       | 330             | 89              | 6.815                 | 2       | 330        | 1.136      | 201        |
| 1999 | 4.702.264 | 4.930.529 | 95,4     | 511       | 394             | 117             | 9.202                 | 1       | 229        | 1.033      | 204        |
| 2000 | 4.585.302 | 4.967.825 | 92,3     | 524       | 404             | 120             | 8.750                 |         | 248        | 1.039      | 234        |
| 2001 | 4.709.106 | 5.101.957 | 92,3     | 528       | 395             | 133             | 8.918                 |         | 246        | 1.190      | 242        |
| 2002 | 3.567.489 | 3.809.385 | 93,6     | 507       | 407             | 100             | 7.036                 |         | 210        | 1.206      | 243        |
| 2003 | 3.971.065 | 4.291.653 | 92,5     | 513       | 404             | 109             | 7.740                 |         | 199        | 1.097      | 245        |
| 2004 | 4.054.856 | 4.382.207 | 92,5     | 528       | 407             | 121             | 7.679                 | 2       | 220        | 1.100      | 207        |
| 2011 | 4.484.000 | 4.820.000 | 93,0     | 547       | 387             | 160             | 8.197                 | 2       | 208        | 720        | 277        |